# Flat Display Mounting Interface

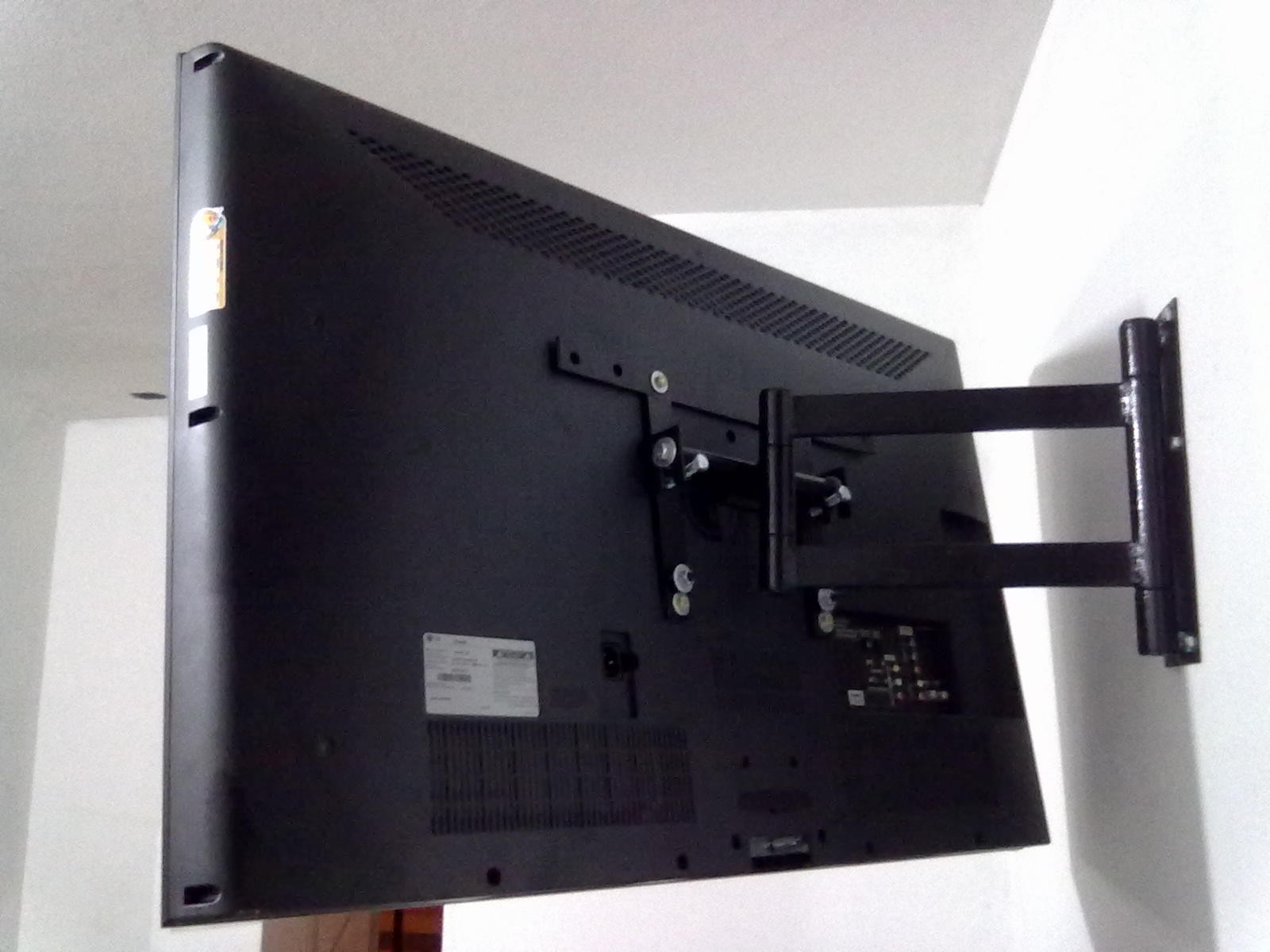
TV fixat în perete

Flat Display Mounting Interface (FDMI) (în traducere: interfață de montare a ecranului plat), cunoscută și sub numele de Mounting Interface Standard (MIS), este un set de standarde promovate de Video Electronics Standards Association (VESA) pentru montarea unui TV LCD cu ecran plat sau monitor pe suporturi fixe (rack) în perete sau mobilier. Este prezent pe toate cele mai noi monitoare LCD și televizoare plate. Această standardizare a fost implementată din 1997 până în octombrie 2002 sub numele Flat Panel Monitor Physical Mounting Interface (FPMPMI). 

## Variante

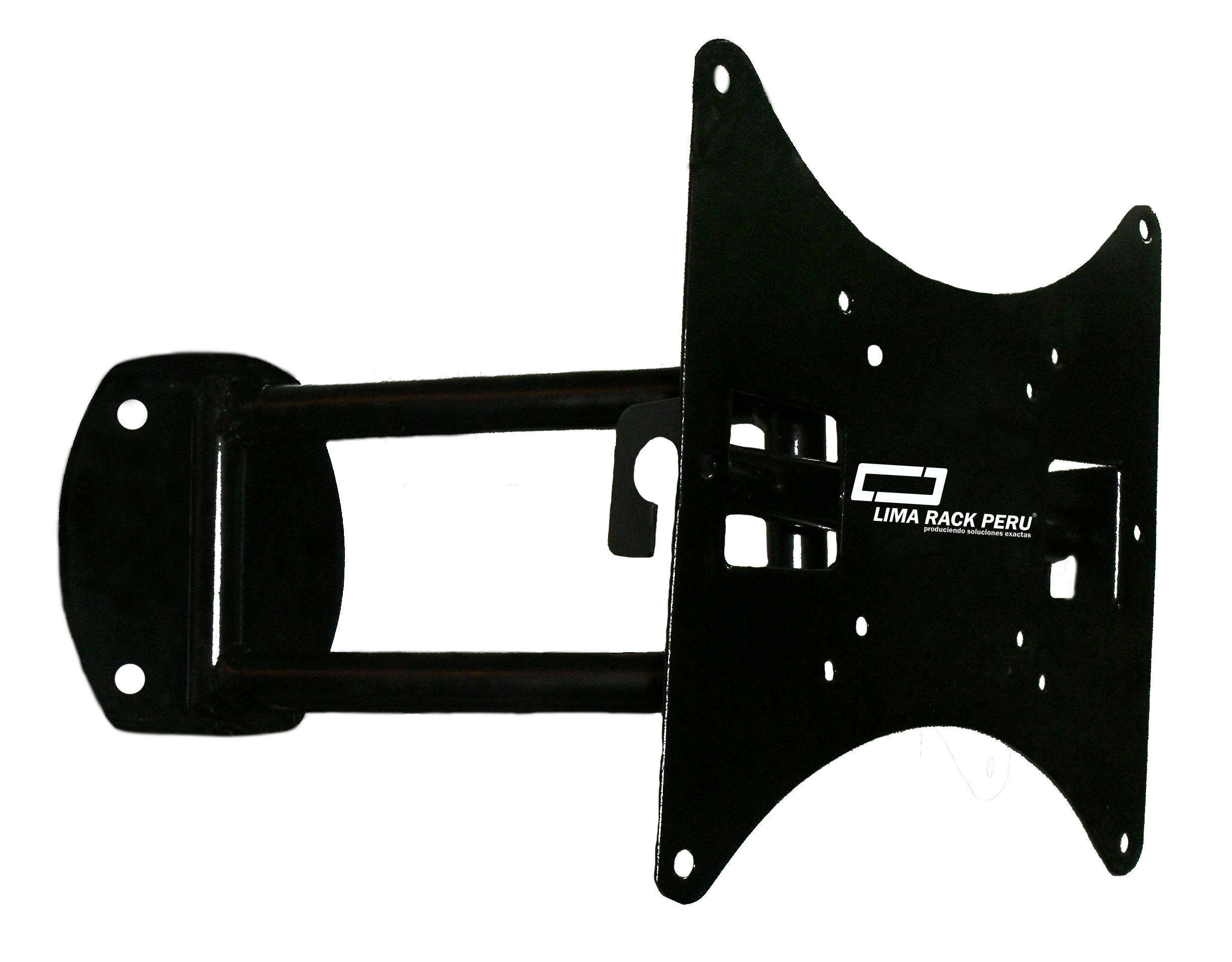
Suport pentru TV de 32 inch

În funcție de dimensiunile și greutatea ecranului, sistemul original de montare VESA (MIS-D 100) constă dintr-o fixare prin patru șuruburi dispuse în colțurile unui suport metalic de 100 x 100 mm. Pentru monitoarele mai mici a fost adoptat standardul MIS-D 75, în care latura suportului a fost redusă la 75 mm. În ambele cazuri șuruburile sunt M4 cu o lungime tipică de 10 mm.
În versiunea standardului din 2006, au fost introduse și alte formate pentru a găzdui televizoare cu ecrane mai largi decât monitoarele PC. 
| Variantă MIS | Suport (mm)                                                                                     |
| ------------ | ----------------------------------------------------------------------------------------------- |
| MIS-D 75     | 75 mm × 75 mm                                                                                   |
| MIS-D 100    | 100 mm × 100 mm                                                                                 |
| MIS-E        | 200 mm × 200 mm 400 mm × 400 mm 600 mm × 200 mm 600 mm × 400 mm 800 mm × 400 mm 280 mm x 150 mm |